# هيئة النقل بخليج ماساتشوستس

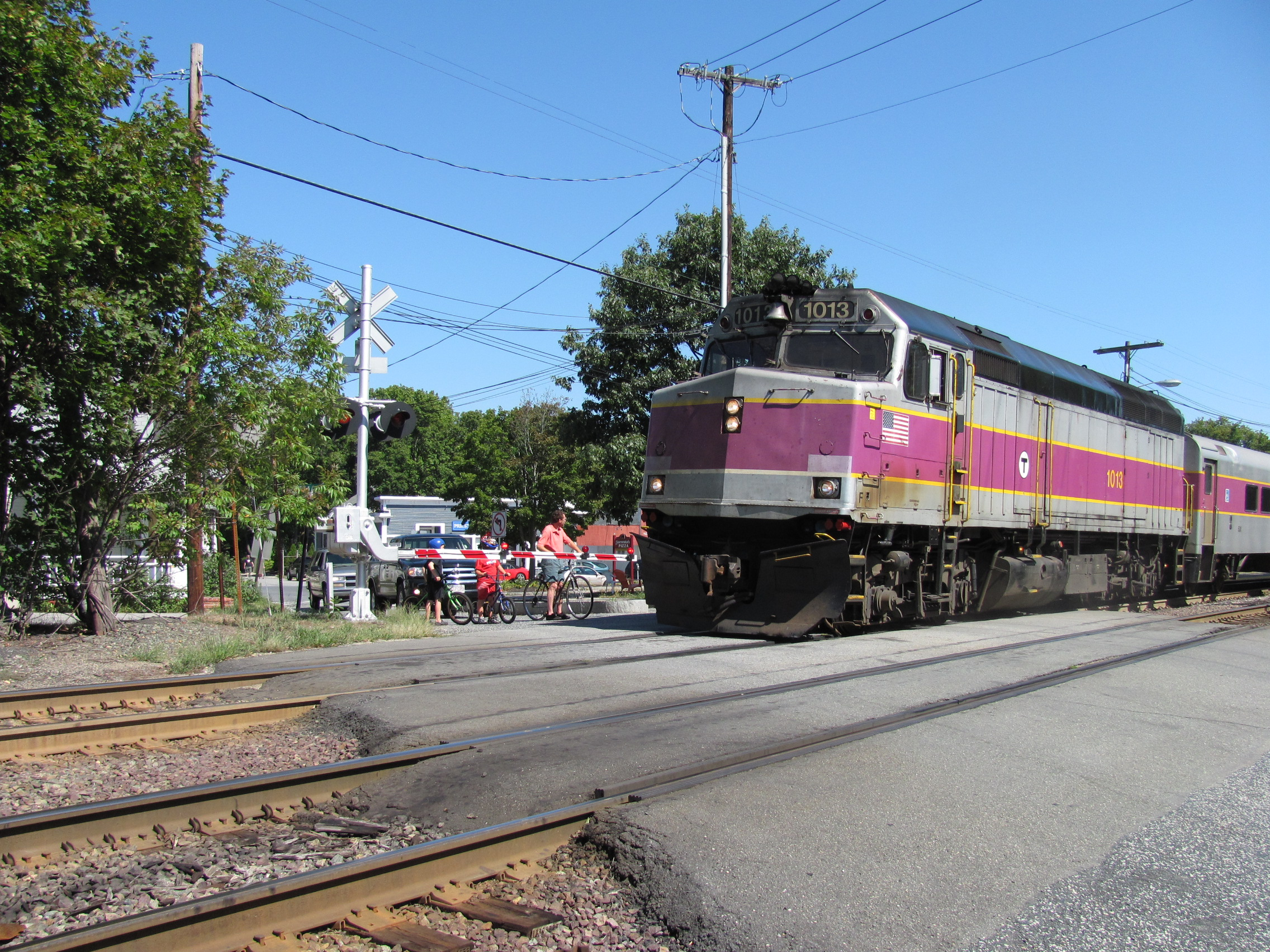
وسائل نقل

هيئة النقل في خليج ماساتشوستس بمختصر(MBTA) هي وكالة العامة لتنفيذ معظم خدمات النقل العام في بوسطن الكبرى بماساتشوستس.